# Rimessione del processo
La rimessione del processo è un istituto del diritto processuale penale italiano disciplinato dagli artt. 45 e ss. del Codice di procedura penale italiano vigente, per cui gravi situazioni esterne al processo possono giustificarne lo spostamento di sede.

## Nel codice di procedura penale italiano
L'articolo 45 c.p.p. prevede che "in ogni stato e grado del processo di merito, quando gravi situazioni locali, tali da turbare lo svolgimento del processo e non altrimenti eliminabili, pregiudicano la libera determinazione delle persone che partecipano al processo ovvero la sicurezza o l'incolumità pubblica, o determinano motivi di legittimo sospetto, la Corte di Cassazione, su richiesta motivata del procuratore generale presso la Corte di appello o del pubblico ministero presso il giudice che procede o dell'imputato, rimette il processo ad altro giudice, designato a norma dell'articolo 11".
Tale istituto si pone a garanzia del corretto svolgimento del processo, dell'imparzialità del giudice e della libera attività difensiva delle parti. Si differenzia dalla ricusazione disciplinata dall'art. 37 c.p.p. in quanto derogando al principio costituzionale del giudice naturale (quello del locus commissi delicti) e quindi assumendo il connotato dell'eccezionalità, necessita per poter essere eccepito o rilevato di gravi situazioni esterne al processo nelle sole ipotesi in cui queste non siano altrimenti eliminabili. Inoltre mentre per la domanda di ricusazione è competente il giudice superiore, per decidere sull'ammissibilità della rimessione lo è solo la Corte di Cassazione.

## Storia
La rimessione è istituto da sempre presente negli ordinamenti processuali penali italiani. Sia nel codice del 1913 che in quello cosiddetto Rocco del 1930 il legislatore ne prevedeva l'applicazione per motivi di pubblica sicurezza e, con possibilità di eccepimento a carico del solo imputato, nei casi di legittimo sospetto. Tuttavia l'entrata in vigore della Costituzione della Repubblica che introduce esplicitamente all'art. 25 1°comma il principio del giudice naturale precostituito, nonché alcuni abusi giurisprudenziali dell'istituto (celebre l'episodio relativo alla rimessione da Milano a Catanzaro del processo per la strage di piazza Fontana), spinsero il legislatore del 1988 ad escludere nel nuovo codice la previsione del legittimo sospetto. Ma la modifica dell'art. 111 della Costituzione (legge costituzionale 23 novembre 1999, n. 2, cosiddetto del giusto processo) in concorso con un rinvigorito garantismo del governo in carica facente leva sul diritto di difesa sancito dall'art. 24 comma 2 Cost, hanno portato alla reintroduzione mediante la legge 7 novembre 2002 n. 248 (detta "legge Cirami" dal nome del primo firmatario), della rimessione per legittimo sospetto.
In definitiva si può affermare che alla luce delle recenti vicissitudini del processo penale in ambito costituzionale, la politica legislativa dovrà sempre tenere fermo il punto di equilibrio fra i contrapposti principi garantistici: occorrerà cioè conciliare le ipotesi nelle quali si realizzi una concreta messa in pericolo dell'imparzialità del giudice o dei diritti delle parti, magari tassativizzando in modo più chiaro le ipotesi di applicazione dell'istituto così da ridurre al minimo gli spazi di discrezionalità di chi sia chiamato ad emettere il giudizio circa la necessità della traslatio iudicii, ed il principio per cui per nessuno possa essere giudicato da un giudice scelto successivamente alla commissione del presunto reato, realizzabile magari diminuendo gli spazi di decisionalità arbitraria della Corte di Cassazione. Occorrerà cioè sempre che la precostituzione legale che il provvedimento di rimessione fa venire meno, sia sostituita con una seconda predeterminazione altrettanto legale.

### Nel Codice di procedura penale del 1930
Nel vecchio Codice di procedura penale italiano del 1930 (ora abrogato) l'istituto della rimessione era disciplinato all'art. 55. Tale disciplina prevedeva due ipotesi alternative, in presenza delle quali la Corte di Cassazione avrebbe potuto disporre le rimessione del procedimento: le ipotesi (i) di "gravi motivi di ordine pubblico", e (ii) di "legittimo sospetto". Inoltre, qualora la Corte di Cassazione avesse pronunciato l'ordinanza di rimessione, alla stessa Corte alla competeva di stabilire, con la medesima ordinanza, in quale nuova sede si sarebbe celebrato il processo. Si trattava, come è facile intuire, di un potere discrezionale di eccezionale ampiezza, che negli anni produsse molti casi discutibili (le cronache giudiziarie riportano alcuni celebri casi di rimessione per alcuni processi per delitti di mafia negli anni ‘60, per il processo per la strage di Piazza Fontana, per quello sul disastro del Vajont e per quello relativo alle schedature Fiat). Il problema della possibile incostituzionalità dell'art. 55 del Codice del 1930, alla stregua del principio del giudice naturale precostituito per legge, si pose fin da tempi remoti. Con ordinanza della Corte di Cassazione del 27 novembre 1962 fu sollevata questione di legittimità costituzionale dell'istituto della rimessione. La Corte Costituzionale si pronunciò con sentenza 27 aprile 1963, n. 50. Con tale sentenza, il Giudice delle leggi dichiarò infondata la questione di legittimità costituzionale relativa all'art. 55, lo fece, tuttavia, con una sentenza interpretativa di rigetto, nella quale sottolineava la necessità di un'interpretazione dell'istituto che ne sancisse il carattere eccezionale e ne riconducesse la applicabilità "necessariamente ed esclusivamente all'accertamento obiettivo dei fatti ipotizzati dalla legge". La Corte, sottolinea la necessità dell'esistenza di un istituto con questi contenuti, stante la considerazione che questo mira "a soddisfare le gravi esigenze che, al pari del divieto di distogliere alcuno dal giudice naturale precostituito per legge, risponde ai principi costituzionalmente rilevanti dell'indipendenza e dell'imparzialità dell'organo giurisdizionale, e della tutela del diritto di difesa dell'imputato", tuttavia, la Cassazione è richiamata ad un'interpretazione restrittiva delle ipotesi stabilite dalla norma, stante il suo carattere di rimedio eccezionale predisposto dall'ordinamento.
Tale pronuncia del Giudice delle leggi, trova tuttavia critica la dottrina del tempo, che continua a ritenere che sussista una carenza di tassatività della norma, pur se interpretata in senso restrittivo.

### Nel Codice di procedura penale del 1988
La riforma del Codice di procedura penale, viene avviata con la delega conferita con legge 16 febbraio 1987, n. 81. Le disposizioni di tale legge, riprendono in maniera piuttosto fedele la norma del Codice in via di abrogazione, la disposizione n. 17 dell'art. 2 comma 1 richiede la "previsione della rimessione, anche su richiesta dell'imputato, per gravi ed oggettivi motivi di ordine pubblico o per legittimo sospetto, e individuazione del nuovo giudice competente secondo criteri predeterminati". Rispetto al Codice del 1930, i gravi motivi di ordine pubblico sono ora qualificati come "oggettivi", inoltre, si prevede che l'individuazione della nuova sede non spetti più discrezionalmente alla Corte di Cassazione, ma avvenga secondo criteri predeterminati. Tale previsione, suscita comunque le critiche della dottrina, che sottolinea come ancora una volta manchi un'adeguata tipizzazione delle ipotesi che possono dare luogo ad ordinanza di rimessione.
Anche a seguito di tale dibattito, il testo del Codice di procedura penale approvato con D.P.R. 22 settembre 1988, n. 447, abbandona la formulazione propria del vecchio codice e della legge delega, per adottare un'elencazione casistica maggiormente definita, specificando la definizione generale data dalla legge delega in una serie di ipotesi tipizzate: nel regno del Codice del 1988 si può dar luogo a rimessione "quando la sicurezza o l'incolumità pubblica ovvero la libertà di determinazione delle persone che partecipano al processo sono pregiudicate da gravi situazioni locali tali da turbare lo svolgimento del processo e non altrimenti eliminabili". Si prevede che la nuova sede del processo sia determinata con le modalità di cui all'art. 11 c.p.p..
Coerentemente con il progetto legislativo, la giurisprudenza degli anni ‘90 offre una lettura restrittiva dell'istituto, nella lettura giurisprudenziale si afferma che la rimessione è istituto che ha carattere di eccezionalità, in conseguenza di ciò, è necessario darne un'interpretazione restrittiva.
L'ordinanza Cassazione penale, sez. I, 23 gennaio 1992, caso Di Muro, afferma: "l'istituto della rimessione […] pur non comportando deroga al principio costituzionale del giudice naturale, ha nondimeno un carattere eccezionale, per cui può trovare applicazione solo in presenza di situazioni di tale natura e gravità da rendere pressoché inevitabile la loro negativa incidenza sul sereno e corretto svolgimento del processo". Quasi in termini Cassazione penale, sez. I, 5 luglio 1995, n. 4045, caso Fiandrotti e altro: "l'istituto della rimessione ha carattere eccezionale e, come tale, può trovare applicazione solo in presenza di gravi situazioni locali, non altrimenti eliminabili, che possano incidere in modo concreto sulle libertà di determinazione delle persone partecipanti al processo ovvero sulla serenità ed imparzialità dell'organo giudicante"; esattamente in termini: Cassazione penale, sez. I, 20 settembre 1995, n. 4462, caso Craxi.
In tutta la giurisprudenza del periodo, comunque, viene riaffermata la eccezionalità dell'istituto delle rimessione, proprio in funzione del suo carattere derogatorio rispetto al principio del giudice naturale e della precostituzione per legge. Stante, di conseguenza, la interpretazione restrittiva della norma, la Cassazione individua una serie di criteri per tipizzare strettamente il ricorrere delle gravi situazioni locali.

## La giurisprudenza
In primo luogo si enuclea il principio per cui le gravi situazioni locali rilevanti ai fini della rimessione, devono rigorosamente essere di carattere extraprocessuale, dovendosi negare qualsiasi rilevanza a situazioni di carattere endoprocessuale. Ai fini della rimessione, il rapporto fra ciò che è esterno al processo è ciò che ne fa parte è stato definito in dottrina come un rapporto di circolarità. Per aversi una situazione tale da giustificare la traslatio iudicii, occorre provare tanto la situazione locale, che deve necessariamente essere esterna al processo, quanto la sua negativa incidenza all'interno del processo. La prova di una sola di queste due circostanze è insufficiente.
Le situazioni tali da recare pregiudizio al corretto svolgimento del processo, devono avere forza tale da condizionarne il sereno svolgimento, ma al tempo stesso devono originarsene all'esterno, sul territorio nel quale ha sede l'ufficio giudiziario nel quale si celebra il processo.
In particolare, la Corte di Cassazione ha sempre negato con forza che potesse attribuirsi un qualche valore, ai fini della rimessione, a decisioni assunte dal Giudice nell'ambito del procedimento, come pure a condotte tenute dal P.M. nel procedimento o in sede di indagine. Questo, anche in considerazione del fatto che se tale rilevanza fosse stata ammessa, la rimessione sarebbe andata a sovrapporsi all'ordinario sistema delle impugnazioni. Nell'ordinanza relativa al caso Craxi (cfr. sopra) si è affermato che "non può costituire causa di rimessione il fatto che il collegio giudicante abbia adottato decisioni non condivise dall'imputato e dai suoi difensori. Per rimuovere decisioni eventualmente non corrette sotto il profilo giuridico, infatti, vi è sempre il rimedio dell'impugnazione"; e ancora "deve escludersi che la rimessione possa operare sol perché, nella sede naturale del processo, siano stati adottati provvedimenti giudiziari ritenuti non condivisibili (ma rientranti, peraltro, nell'ambito del vigente sistema processuale), ovvero si affermi, sulla base di mere congetture e illazioni, la possibilità di condizionamenti dell'organo giudicante da parte della pubblica accusa, in relazione a fatti pregressi ed esauriti". Nell'ordinanza Cassazione penale, Sez. I, 23 febbraio 1998, n. 1125, caso Berlusconi, è stato posto in evidente che "l'art. 45 c.p.p. chiarisce infatti che le ‘gravi’ situazioni che legittimano la rimessione debbono essere, prima di tutto, di carattere locale, cioè esterne al processo, dovendo riconnettersi all'ambiente circostante la sede dell'organo giudicante e quindi risultare da particolari anomalie dei contesto locale, tali da influire negativamente sul corretto esercizio della giurisdizione ".
Analoghe motivazioni sono utilizzare relativamente alle condotte del P.M., anche queste condotte devono essere considerate come endoprocessuali, e con l'ulteriore considerazione che, la posizione di pubblico accusatore, da questo rivestita, rende intrinseco alla dialettica processuale un suo atteggiamento in qualche modo "ostile" nei confronti dell'imputato. In Cassazione penale, sez. I, 10 marzo 1997, n. 1952, caso Pomicino: "non ha rilevanza ai fini dell'applicazione dell'istituto il dedotto ‘accanimento’ usato nei confronti dell'imputato dal p.m., data la natura di parte rivestita dall'organo di accusa; né il coinvolgimento del p.m. in un processo penale riguardanti illeciti nella conduzione delle indagini, non integrando ciò una ‘grave situazione locale’ tale da turbare lo svolgimento del processo"; nel caso Fiandrotti (cfr. sopra): "nessuna causa di rimessione può ricollegarsi al comportamento degli organi inquirenti del p.m., quando non risulti il benché minimo elemento, ancorato a concrete circostanze di fatto, che lasci desumere la sussistenza di ostacoli alla libera determinazione dello stesso p.m. Del resto va tenuto presente che nel vigente sistema processuale il p.m. riveste pur sempre la qualità di parte, con tutte le implicazioni che ciò comporta anche in ordine alle strategie processuali adottate, tese al conseguimento di una sollecita raccolta degli elementi di accusa, onde evitare il pericolo di inquinamento delle fonti di prova"; in Cassazione penale, sez. I, 13 ottobre 1997, n. 5682, caso Manganaro: "ai fini della rimessione del processo, deve escludersi rilievo autonomo agli atteggiamenti assunti o alle opinioni espresse dal p.m. nel corso dell'attività investigativa propria delle indagini preliminari, giacché questi, nel vigente sistema riveste pur sempre la qualità di parte, le cui strategie investigative o processuali non si sottraggono comunque al doveroso controllo del giudice, sicché la temuta parzialità dell'ufficio del p.m., o addirittura del titolare dell'ufficio della procura della Repubblica, non può giammai, di per sé, essere considerata ragione di turbativa del sereno svolgimento del processo, idonea a legittimare la translatio judicii, a meno che l'atteggiamento persecutorio del p.m., superando i limiti dell'ordinaria dialettica processuale, sia suscettibile di produrre riflessi negativi sulla serenità e correttezza del giudizio".
Il requisito della gravità, delle situazioni locali idonee a turbare il regolare svolgimento del processo viene valutato con estremo rigore dalla Cassazione, nella logica dell'eccezionalità dell'istituto. Ricorre l'affermazione che deve trattarsi di situazioni obiettivamente apprezzabili, comprovabili empiricamente. In ogni caso, la prova di tali situazioni locali non può in alcun modo essere data attraverso fatti endoprocessuali. Per Cassazione penale, sez. V, 12 ottobre 1995, n. 2259, caso Massimano: "le situazioni legittimanti la sottrazione del processo al giudice del locus commissi delicti debbono essere di carattere locale, cioè debbono trarre origine da obbiettive e provate circostanze ambientali, estranee alla dialettica processuale e concretamente idonee, nella loro sintomatica abnormità, a pregiudicare la libertà di determinazione delle persone che debbono partecipare al processo ". Al di fuori di situazioni strettamente comprovabili, non si riconosce validità ad altro, nel caso Di Muro (cfr. sopra) si sostiene che "non può quindi dar luogo alla configurabilità di siffatte situazioni l'esistenza di sospetti, congetture, illazioni, ancorché gli stessi abbiano trovato espressione in interrogazioni parlamentari e in pubblici discorsi tenuti ‘in loco’ da esponenti politici"; in termini, l'ordinanza Cassazione penale, sez. II, 14 ottobre 1993, caso Palau-Giovanetti: "la richiesta di rimessione del procedimento, dovendo essere fondata su circostanze gravi, tali da legittimare il timore che, per il concorso di una situazione ambientale anomala, la serenità e l'imparzialità dei giudici possano venire seriamente incise e menomate, con compromissione della corretta esplicazione della funzione giurisdizionale, non può essere giustificata da mere congetture, supposizioni o illazioni ovvero da vaghi timori soggettivi dell'imputato".
La situazione da cui nasce il pericolo per il procedimento non deve incidere su un singolo magistrato, ma sull'intero ufficio giudicante, viceversa, dovrebbero essere utilizzati altri rimedi processuali, come la ricusazione. Al tempo stesso, tuttavia, deve trattarsi di una situazione di pericolo risolubile con uno spostamento di sede, per cui non potranno dare luogo a rimessione situazioni diffuse sull'intero territorio nazionale. Sotto il primo profilo, nel caso Palau-Giovanetti (cfr. sopra), si sottolinea come la situazione "che impone la rimessione del procedimento, deve riferirsi all'ufficio giudiziario nel suo complesso, e non ad un singolo magistrato o ad un singolo organo collegiale dell'ufficio"; in termini Cassazione penale, sez. I, 18 aprile 1990, caso Di Palma e altro: "l'istituto della rimessione dei procedimenti tende a garantire la serenità dell'organo giudicante nel suo complesso e non con riferimento al singolo componente, nel qual caso subentrano le norme relative all'astensione e alla ricusazione".  Da ultimo nel caso Berlusconi (cfr. sopra): "deve ritenersi escluso che lo spostamento di competenza possa farsi dipendere da ragioni di tipo soggettivo riguardanti i protagonisti dei processo"; e ancora: "deve trattarsi in particolare di elementi tali da riverberarsi sull'organo giudicante indipendentemente dalla sua composizione, in quanto le cause che possono incidere sulla imparzialità di uno dei suoi componenti possono eventualmente rilevare ai fini dell'applicazione delle norme sull'astensione e sulla ricusazione e non determinano l'applicazione dell'istituto della rimessione".
Sotto il secondo profilo, si è affermato nell'ordinanza relativa al caso Craxi (cfr. sopra): "deve escludersi che la rimessione possa operare ove si rappresentino situazioni destinate comunque a rimanere immodificate anche in caso di trasferimento del processo ad altra sede".
L'eccezionalità dell'istituto, richiede che questo sia utilizzato come extrema ratio, cioè come ultimo rimedio da prendersi in considerazione, quando tutti gli altri strumenti predisposti dal Codice di procedura penale risultino in adeguati. Chiarissima, in questo senso, è la sentenza Cassazione penale, sez. I, 30 gennaio 1996, n. 634, caso Tetamo: "in materia di rimessione del processo il legislatore ha posto l'ulteriore limite che le situazioni tali da legittimare l'applicabilità di detto istituto siano non altrimenti eliminabili: deve trattarsi di situazioni, cioè, cui non possa porvi rimedio con l'adozione di speciali accorgimenti e cautela idonei ad impedire l'insorgenza di tumulti o la perpetrazione di atti violenti in danno di un numero indeterminato di persone o di uno o più dei soggetti che partecipano al processo ovvero con il ricorso agli altri strumenti predisposti dall'ordinamento per i casi di possibili alterazioni del corso normale della giustizia (ad es. astensione o ricusazione del giudice)". Ancora più chiara è la pronuncia nel caso Pomicino (cfr. sopra): "l'istituto della rimessione del processo, come disciplinato dall'art. 45 c.p.p., può trovare applicazione soltanto quando si sia effettivamente determinata in un certo luogo una situazione obiettiva di tale rilevanza da coinvolgere l'ordine processuale - inteso come complesso di persone e mezzi apprestato dallo Stato per l'esercizio della giurisdizione -, sicché tale situazione, non potendo essere eliminata con il ricorso agli altri strumenti previsti dalla legge per i casi di alterazione del corso normale del processo - quali l'astensione o la ricusazione del giudice -, richiede necessariamente il trasferimento del processo ad altra sede giudiziaria … Consegue che non hanno rilevanza ai fini dell'applicazione dell'istituto vicende riguardanti singoli magistrati che hanno svolto funzioni giurisdizionali nel procedimento, non coinvolgenti l'organo giudiziario nel suo complesso".

## La legge Cirami
La dottrina che, nella vigenza del vecchio codice, aveva a lungo segnalato la carenza di tassatività nell'individuazione dei casi che possono dar luogo a rimessione, trova soddisfacente nella formulazione adottata dal codice del 1988. Comprensibilmente, dunque, ha destato una certa sorpresa l'ordinanza della Corte di cassazione emessa il 5 luglio 2002, con la quale si è giudicata non manifestamente infondata la questione di legittimità costituzionale dell'art. 45 c.p.p., nella parte in cui, contrariamente alla legge delega, non prevedeva il legittimo sospetto fra le cause di rimessione del processo. La Cassazione ipotizza un possibile eccesso di delega, in quanto "la formula ‘legittimo sospetto’, contenuta nella legge delega, sarebbe più ampia della formula ‘libertà di determinazione delle persone che partecipano al processo’, comprendendo anche tutti quei casi in cui la situazione ambientale esercita pressione sul giudice in modo tale da comprometterne l'imparzialità, pur senza tradursi in vere e proprie coartazioni fisiche o psicologiche".
Il giudice delle leggi, con ordinanza del 19 novembre 2002, n. 465, dichiara la manifesta inammissibilità della questione, senza entrare nel merito della prospettazione, ma limitandosi a rilevare la mancata argomentazione da parte del Giudice a quo della rilevanza della prospettata incostituzionalità relativamente al giudizio in corso di fronte ad esso, non risultando "alcuna autonoma motivazione circa l'applicabilità alla fattispecie in esame dell'ipotetica nuova norma richiesta in via additiva".
Tale ordinanza, giunge comunque intempestivamente: nel momento in cui la Consulta pronuncia l'inammissibilità della questione prospettatale, è già da due mesi entrata in vigore una nuova disciplina che riforma l'istituto della rimessione: la Legge 7 novembre 2002, n. 248 recante «modifica degli articoli 45, 47, 48 e 49 del codice di procedura penale (cosiddetta "Legge Cirami" dal nome del proponente senatore Melchiorre Cirami). Con la legge 7 novembre 2002, n. 248 (Modifica degli articoli 45, 47, 48 e 49 del codice di procedura penale) un legislatore straordinariamente preoccupato dal possibile eccesso di delega aveva provveduto ad intervenire sugli ipotizzati profili d'incostituzionalità della disciplina della rimessione.
Entrata in vigore l'8 novembre 2002, essa introdusse nel codice di procedura penale italiano il concetto del legittimo sospetto, ovverosia il dubbio sull'imparzialità dell'organo giudicante.

### Storia
La legge venne presentata dal senatore Melchiorre Cirami (UDC) il 9 luglio 2002. Il 18 luglio 2002 il disegno di legge iniziò ad essere esaminato dalla Commissione Giustizia del Senato della Repubblica, che lo licenziò il 31 luglio. Il giorno seguente il disegno di legge venne approvato dal Senato. Le opposizioni, per protesta, non parteciparono al voto.
La legge passò quindi alla Camera dei deputati dove, tuttavia, si arenò per circa un mese a causa della pausa estiva. La Commissione Giustizia della Camera iniziò infatti ad esaminarla solo il 6 settembre 2002 e la licenziò il 23 settembre. La legge arrivò solo il 10 ottobre all'esame dell'Aula che, dopo avervi apportato numerose modifiche, la approvò con il voto favorevole della maggioranza e il voto contrario delle opposizioni.
Di qui in avanti l'iter della legge divenne molto più veloce: il 24 ottobre 2002 la legge arrivò all'esame dell'aula del Senato della Repubblica Italiana che la approvò ad alzata di mano. Il 5 novembre 2002 la legge fu approvata definitivamente dalla Camera dei Deputati. Le opposizioni, per protesta, non parteciparono al voto.

### Iter di approvazione
L'iter di approvazione della legge fu inizialmente lento, per poi divenire assai più veloce. 
Un primo progetto di legge, prevedeva di riportare la formula legislativa al codice del 1930, prevedendo due formule alternative e indipendenti: da una parte situazioni che pregiudicano la libera determinazione delle persone che partecipano al processo ovvero la sicurezza o l'incolumità pubblica e dall'altra ogni altra situazione di legittimo sospetto. Nel corso del dibattito parlamentare, tuttavia, vengono apportati dei correttivi, che fanno in modo che tanto il pregiudizio alla libera determinazione di tutti coloro che partecipano al processo (e l'incolumità pubblica), quanto il legittimo sospetto debbano essere originati da gravi situazioni locali, tali da turbare lo svolgimento del processo e non altrimenti eliminabili.
Di seguito i vari passaggi:
- 9 luglio 2002 - Il disegno di legge è presentato dal senatore Melchiorre Cirami;
- 1º agosto 2002 - Il Senato approva il disegno di legge con 162 sì, 9 no e 1 astenuto;
- 10 ottobre 2002 - La Camera approva, modificandolo, il disegno di legge con 307 sì, 253 no e 1 astenuto;
- 24 ottobre 2002 - Il Senato approva, modificandolo ulteriormente, il disegno di legge ad alzata di mano;
- 5 novembre 2002 - La Camera approva in via definitiva il disegno di legge con 310 sì, 4 no e 1 astenuto;
- 7 novembre 2002 - Il Presidente della Repubblica Carlo Azeglio Ciampi firma la legge.

### Contenuto
Il provvedimento aggiunge un ulteriore caso ai due già esistenti (previsti dall'art. 45 del codice di procedura penale italiano) per il trasferimento di un processo. Si configurano quindi tre possibilità di rimessione del processo ad altro giudice di altra sede giudiziaria:
1. rischio per la sicurezza
2. incolumità pubblica
3. legittimo sospetto

L'istanza di rimessione può essere fatta dal pubblico ministero o dall'imputato e può essere contestata dalle altre parti. Sull'istanza decide la Corte di Cassazione, ed è valevole anche per i processi in corso. Il nuovo giudice non potrà utilizzare gli atti del vecchio procedimento.

### Critiche
La legge fu fortemente criticata dalle opposizioni che la accusarono di essere una legge ad personam il cui unico scopo era impedire il regolare svolgimento dei processi a carico di Silvio Berlusconi, in particolare il processo Imi-Sir.
Il provvedimento venne molto criticato anche da numerosi magistrati e avvocati, tra cui Franco Cordero, che definì la legge "un mostro costituzionale".

### Applicazione
Il nuovo art. 45 c.p.p. trova la sua prima applicazione e valutazione giurisprudenziale, con l'ordinanza Cassazione Penale, Sez. Unite, 23 gennaio 2003, n. 1, successiva a due separate istanze di rimessione presentate dagli imputati Berlusconi, Previti, Verde, Pacifico, Rovelli, Squillante e Stavtchenko, relativamente ad un processo penale incardinato presso il Tribunale di Milano. La pronuncia della Suprema Corte è estremamente articolata e dotta. In primo luogo, si esamina la questione di legittimità costituzionale del nuovo art. 45 c.p.p., la Corte si richiama alla sentenza interpretativa di rigetto del 1963, per concludere che, il Giudice della rimessione che opera sul vigente testo dell'art. 45, come il Giudice dell'art. 55 del Codice del 1930, è sicuramente vincolato all'apprezzamento di una grave situazione locale, in relazione alla sussistenza del legittimo sospetto "non interpretabile se non in termini di pericolo concreto della non imparzialità". Il testo dell'art. 45 c.p.p., come modificato dalla Legge Cirami vincola la sussistenza del legittimo sospetto alla sussistenza delle gravi situazioni locali, tali da turbare lo svolgimento del processo. Le Sezioni unite, si domandano problematicamente, se alla medesima soluzione (in merito alla costituzionalità della norma alla stregua del principio del giudice naturale precostituito per legge) si sarebbe potuti giungere nel caso fosse stata approvata la riforma della rimessione nel testo licenziato dal Senato della Repubblica.
Sul merito della questione, la Suprema Corte riprende tutte le acquisizioni giurisprudenziali in merito alla eccezionalità dell'istituto, alla sua residualità in merito ad altri strumenti e alla necessaria tassatività delle ipotesi che possono dare luogo a rimessione. Circa la formula del legittimo sospetto, le Sezioni unite (riprendendo il testo dell'ordinanza 5 luglio 2002 che solleva la questione di legittimità costituzionale), individuano la natura di questa clausola generale nel "ragionevole dubbio che la gravità della situazione locale possa portare il Giudice a non essere comunque imparziale o sereno".
Tale formula è di maggiore ampiezza rispetto a quella del pregiudizio alla libera determinazione delle persone che partecipano al processo, e si atteggia dunque come clausola generale di chiusura del sistema. Ma è riaffermato che la valutazione circa la rappresentazione di un concreto pericolo per l'imparzialità del Giudice (inteso come ufficio giudiziario nel suo complesso) può essere compiuta solo una volta accertata la grave situazione locale.